# Ligne 14 du tramway d'Helsinki
La ligne 14 du tramway d'Helsinki (Vihdintien pikaraitiotie) est un projet de tramway rapide des Transports de la région d’Helsinki en Finlande.

## Présentation
Le métro léger de Vihdintie sera la ligne de tramway 14.
La ligne de Vihdintie pourrait circuler à partir de 2028.
Le parcours nord-sud ira d'Erottaja jusqu'à Kannelmäki et ferait 10,5 kilomètres de long.
À Etelä-Haaga, la ligne 14 s'interconnectera avec le métro léger Jokeri, la voie ferrée côtière et la kehärata.
La construction de la ligne de métro léger et des boulevards de la ville le long de celle-ci débutera au plus tôt en 2025,.

## Parcours
Depuis le centre-ville d'Helsinki, la ligne 14 emprunte la voie de tramway existante de  Mannerheimintie jusqu'à Meilahti puis les rues  Tukholmankatu et Paciuksenkatu jusqu'à Munkkiniemi.
Une nouvelle section, longue de 5,5 kilomètres, commence près de la place Munkkiniemen aukio empruntant les rues Huopalahdentie et Vihdintie jusqu'à Etelä-Haaga puis traversant Lassila jusqu'à Kantelettarentie a Kannelmäki.
La distance entre les arrêts du nouveau tronçon est d'environ 500 à 600 mètres.
Les gares de l'itinéraire sont Pohjois-Haaga ja Valimo où une gare routière sera construite.
L'intersection avec le Raide-Jokeri au rond-point de Vihdintie fera d'Etelä-Haaga un point d'échange majeurs des transports publics,.
Dans le cadre de la construction de la ligne de tramway, la rue Huopalahdentie et la partie de Vihdintie à Haaga seront transformées en boulevard.
La zone urbaine rénovée est appelée la ville boulevard de l'Est,.
Le temps de trajet entre Erottaja et Kannelmäki sera d'environ une demi-heure et l'intervalle entre deux rames sera d'environ six minutes,.
Le nombre quotidien de passagers prévu est de 30 000 par jour.
La ligne sera desservie par des tramways à grande vitesse bidirectionnels et la majeure partie du parcours se fait sur sa propre voie.
L'itinéraire forme de nouveaux nœuds de transports en commun et permettra une nouvelle urbanisation des espaces traversés.
Les nouvelles constructions projetées le long de la ligne devraient accueillir environ 14 000 habitants
Depuis 2021, le terminus d'Erottaja est remis en question,.
Selon les projets des Transports de la région d’Helsinki, l'itinéraire de la ligne 14 pourrait éventuellement continuer le long du Bulevardi jusqu'à Hernesaari.

## Changements au centre-ville

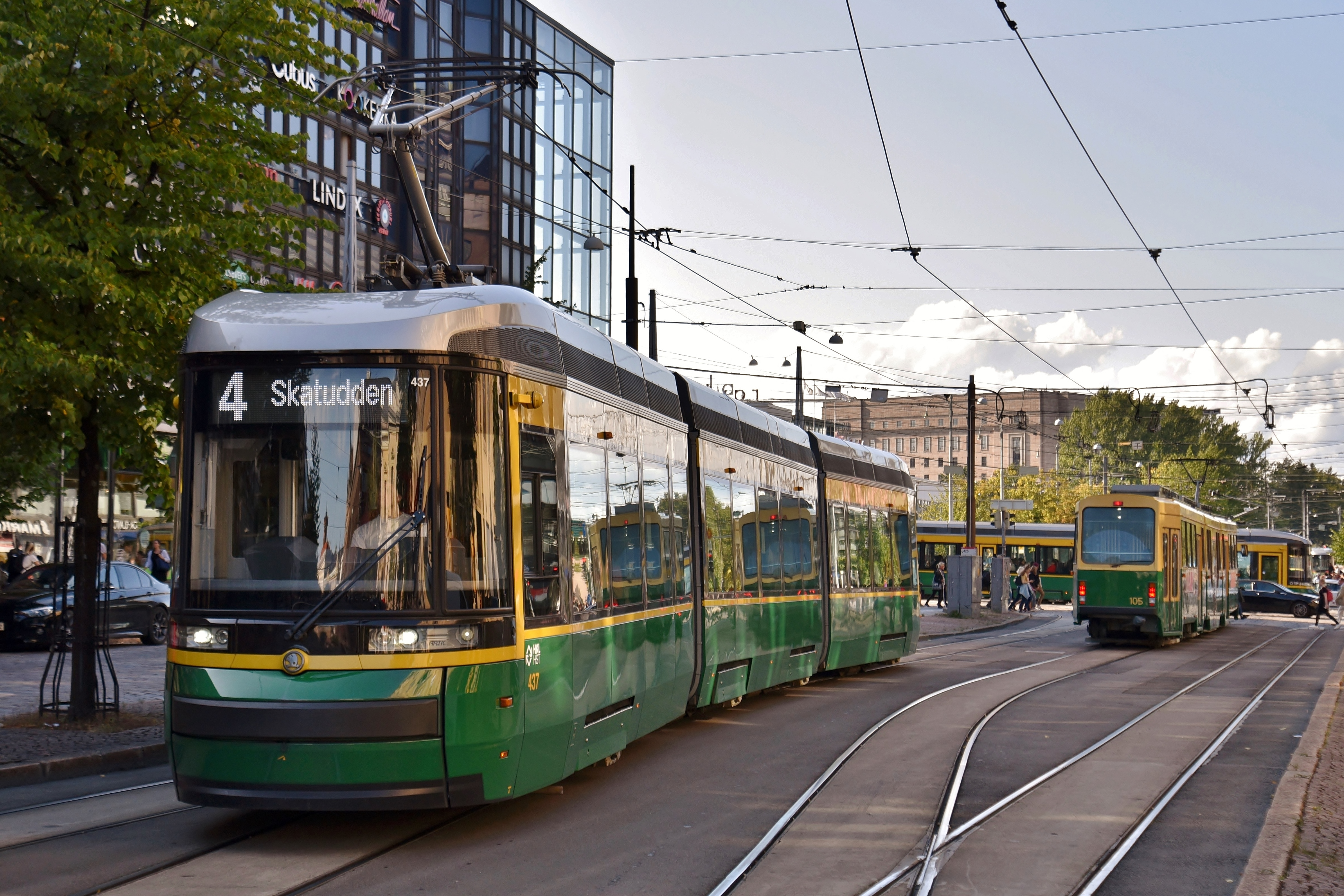
Afin d'éviter les embouteillages sur la Mannerheimintie lors du démarrage du service de métro léger, la ligne sera déplacée plus à l'ouest, se terminant éventuellement à Eira.

Le projet fait partie du plan général des tramways de l'ouest d'Helsinki, dans lequel, en plus de la nouvelle section de tramway à grande vitesse, un total de 2,5 kilomètres de voies de tramway supplémentaires seront construites dans le centre-ville vers  Fredrikinkatu, Topeliuksenkatu et Nordenskiöldinkatu.
Les modifications et les améliorations du tramway éloigneront le trafic de Mannerheimintie vers l'ouest.
La ligne 4 qui va actuellement de  Munkkiniemi à Katajanokka passerait très probablement par Kamppi jusqu'à Eira.
Et la ligne 10 d'Ullanlinna pourrait emprunter Aleksanterinkatu pour rejoindre Katajanokka